# Соліна Вікторія Вікторівна
Вікторія Вікторівна Соліна (нар. 24 січня 2001) — українська та російська футболістка, півзахисниця клубу «Рязань-ВДВ».

## Життєпис
Розпочинала займатися футболом у КДЮСШ № 3 міста Маріуполь. У 2013 році в складі збірної Донецького регіону стала срібним призером всеукраїнського турніру «Кубок надій ФФУ» серед спортсменок 2000-2001 року народження та визнана найкращою півзахисниця змагань.
Після початку російської агресії на сході України перебралася до Росії, де почала виступати за футзальну команду ТДПУ (Тула). У складі тульської команди ставала переможницею та призером різних змагань регіонального й міжрегіонального рівня серед дорослих і студентів, визнавалася найкращим гравцем змагань.
У 2019 році почала виступати на професіональному рівні за клуб «Рязань-ВДВ». Дебютний матч у вищій лізі Росії провела 1 червня 2019 року проти «Єнісея», відігравши перші 53 хвилини. Загалом у своєму першому сезоні зіграла 2 матчі у вищій лізі. На початку 2020 року продовжила угоду з клубом.